# Shenzhen Open 2013
Lo Shenzhen Open 2013, conosciuto anche come Shenzhen Longgang Gemdale Open 2013 per motivi di sponsorizzazione, è stato un torneo di tennis giocato all'aperto sul cemento. È stata la 1ª edizione dello Shenzhen Open, che fa parte della categoria International nell'ambito del WTA Tour 2013. Si è giocato allo Shenzhen Luohu Tennis Centre a Shenzhen, dal 31 dicembre 2012 al 5 gennaio 2013.

## Partecipanti

### Teste di serie
| Giocatrice    | Nazionalità       | Ranking* | Testa di serie |
| ------------- | ----------------- | -------- | -------------- |
| Cina          | Li Na             | 7        | 1              |
| Francia       | Marion Bartoli    | 11       | 2              |
| Serbia        | Jelena Janković   | 22       | 3              |
| Taipei cinese | Hsieh Su-wei      | 25       | 4              |
| Rep. Ceca     | Klára Zakopalová  | 28       | 5              |
| Cina          | Peng Shuai        | 40       | 6              |
| Regno Unito   | Laura Robson      | 53       | 7              |
| Serbia        | Bojana Jovanovski | 56       | 8              |

* Rankings al 5 novembre 2012.

### Altre partecipanti
Giocatrici che hanno ricevuto una wildcard per il tabellone principale:
- Duan Ying-Ying
- Zheng Saisai
- Venise Chan

Giocatrici passate dalle qualificazioni:

- Stefanie Vögele
- Kimiko Date-Krumm
- Anne Keothavong
- Jessica Pegula

## Campionesse

### Singolare
Li Na ha battuto in finale  Klára Zakopalová per 6–3, 1–6, 7–5.
- È il settimo titolo in carriera per Li Na, il primo del 2013.

### Doppio
Chan Hao-ching /  Chan Yung-jan hanno sconfitto in finale  Iryna Burjačok /  Valerija Solov'ëva per 6-0, 7-5.